# ペイトン (アゲノルの子)
ペイトン（希：Πείθων, ラテン文字転記：Peithon, ? - 紀元前312年）は、マケドニア王アレクサンドロス3世の家臣で、ディアドコイの一人である。

## アレクサンドロスの下で

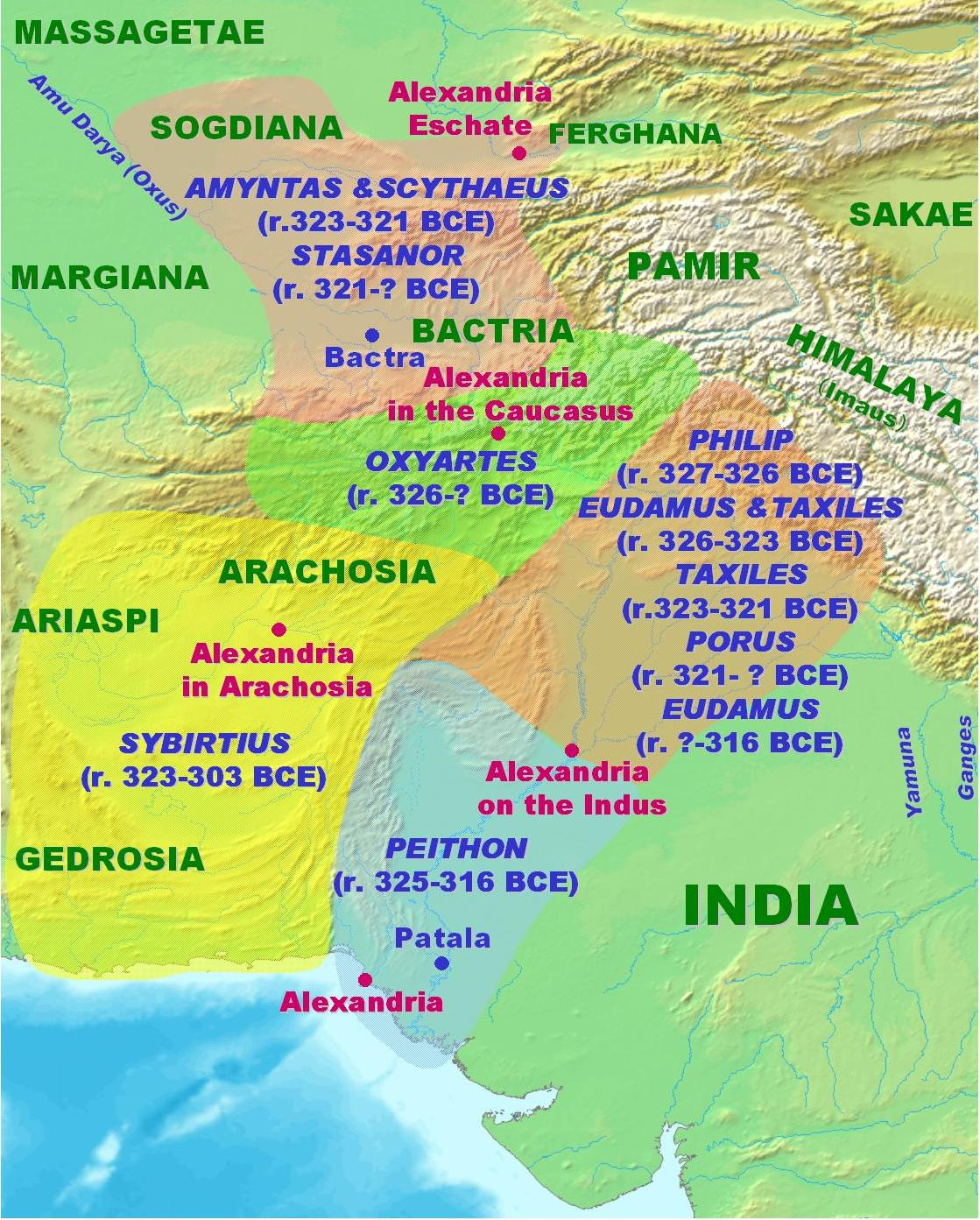
インド付近

ペイトンはアゲノルの子として生まれ、アレクサンドロスの東征に参加した。ペイトンが最初に歴史の表舞台に出たのはそのうちのインド遠征の時である。紀元前327年、マッロイ人との戦いの時、ペイトンは「アステタイロイ」と呼ばれた歩兵部隊を率いた。彼は紀元前325年、王によってインダス川とアケシネス川の合流点から海に至るまでの地域の太守に任じられ、紀元前316年までその地位にあった。太守就任後の紀元前325年にインダスの水源の地域を治めていたムシカノス王がマケドニアに対して反乱を起こした時にはペイトンはその鎮圧に向かい、ムシカノスを捕らえてアレクサンドロスの元まで曳き立てた。その後、アレクサンドロスがインダス川を下る際に投槍騎兵とアグリアネス人部隊を率いた。

## アレクサンドロスの死後
紀元前323年のアレクサンドロスの死に続くバビロン会議にてペイトンは既存の地位を保持し、紀元前321年のトリパラディソスの軍会ではガンダーラ（パラパミソス山付近）の太守になった。紀元前317年、同名のメディア太守ペイトンが東方の支配者にならんとしてパルティアに侵攻したが、ペルシス太守ペウケスタス率いる東方太守連合軍に敗れた。ガンダーラ太守の方のペイトンもまたその連合に参加した。
その後、ペイトンはディアドコイの有力者アンティゴノスの幕下に入ったようであり、紀元前316年にアンティゴノスはセレウコスから奪ったバビロニアの太守にペイトンを任命した。紀元前314年以降のアンティゴノスとカッサンドロス・プトレマイオスとの戦いではアンティゴノスの年若い息子デメトリオスをネアルコスと共に補佐した。紀元前312年、アンティゴノスの領地であったシリアにプトレマイオスが侵攻すると、ペイトンは父よりシリアを任されていたデメトリオスと共に迎撃に向かったが、ガザの戦いでデメトリオス軍は敗れ、ペイトンは戦死した。

## 註
1. ↑  アッリアノス, VI. 6-8
2. ↑  ibid, VI. 15
3. ↑  ibid, VI. 17
4. ↑  ディオドロス, XVIII. 3, 39
5. ↑  フォティオス, cod. 82, cod. 92
6. ↑  ディオドロス, XIX. 56
7. ↑  ibid, XIX. 69
8. ↑  ibid, XIX. 82, 85